# Associazione Calcio Perugia 1929-1930
Questa voce raccoglie le informazioni riguardanti l'Associazione Calcio Perugia nelle competizioni ufficiali della stagione 1929-1930.

## Stagione
Con la fine degli anni 1920, il Perugia abbandonò il titolo di Società Sportiva per riprendere l'antica denominazione di Associazione Calcio. Sul versante sportivo, l'annata segnò l'inizio di quel ciclo vincente che, nella prima parte del decennio seguente, porterà i grifoni a una rapida scalata delle categorie regionali e nazionali.
Allenati dall'ungherese Emerich Hermann – prodotto di quella "scuola danubiana" ai tempi molto in voga, e che rimane a tutti gli effetti il primo, vero tecnico della storia del club –, i biancorossi vinsero il girone regionale di Terza Divisione, dopo un lungo duello con la Virtus di Spoleto per la testa della classifica. Il successo, che inizialmente promosse la formazione umbra in Seconda Divisione, dopo una riforma dei campionati italiani portò il Perugia direttamente, e per la prima volta nella sua storia, in Prima Divisione.

## Divise
| Casa | Trasferta |

## Rosa
| N. |                   | Ruolo | Calciatore         |
| -- | ----------------- | ----- | ------------------ |
|    | Italia (bandiera) |       | Rolando Bellini    |
|    | Italia (bandiera) | C     | Ciro Campari       |
|    | Italia (bandiera) |       | Orfanuglio Casotti |
|    | Italia (bandiera) |       | Corona             |
|    | Italia (bandiera) |       | Della Torre        |
|    | Italia (bandiera) |       | Montico            |

| N. |                   | Ruolo | Calciatore         |
| -- | ----------------- | ----- | ------------------ |
|    | Italia (bandiera) | A     | Parrini            |
|    | Italia (bandiera) |       | Dante Rosi         |
|    | Italia (bandiera) |       | Giuseppe Tombolesi |
|    | Italia (bandiera) | A     | Giuseppe Vitalesta |
|    | Italia (bandiera) |       | Giacinto Wenter    |